# تاشع
تاشع (به عربی: تاشع) یک منطقهٔ مسکونی در لبنان است که در شهرستان عکار واقع شده‌است. تاشع ۳٫۷۹ کیلومتر مربع مساحت و ۱٬۱۳۶ نفر جمعیت دارد.